# Danh sách câu lạc bộ bóng đá ở Trung Quốc
Dưới đây là danh sách câu lạc bộ bóng đá nam ở Trung Quốc tham gia vào các giải đấu và hạng đấu trong hệ thống chuyên nghiệp và bán chuyên do Hiệp hội bóng đá Trung Quốc tổ chức.
Các hạng đấu được cập nhật chính xác cho tới mùa giải 2023. Các câu lạc bộ sẽ được liệt kê kèm với tỉnh/thành phố/khu tự trị nơi mà câu lạc bộ đó trực thuộc.
Lưu ý: Trong đề mục "Hiện tại", tất cả danh sách được sắp xếp theo thứ tự bảng chữ cái, không phụ thuộc vào thứ hạng cũng như trình độ của các câu lạc bộ, trong đó từng câu lạc bộ đều sẽ được liệt kê bằng tên theo phiên âm Hán–Việt kèm với tên theo tiếng Anh để tiện cho việc tra cứu.

## Hiện tại

### Ngoại hạng Trung Quốc
1. Bắc Kinh Quốc An – Beijing Guoan (Bắc Kinh)
2. Chiết Giang – Zhejiang (Chiết Giang)
3. Đại Liên Nhân – Dalian Pro (Liêu Ninh)
4. Hà Nam – Henan (Hà Nam)
5. Mai Châu Khách Gia – Meizhou Hakka (Quảng Đông)
6. Nam Thông Chi Vân – Nantong Zhiyun (Giang Tô)
7. Sơn Đông Thái Sơn – Shandong Taishan (Sơn Đông)
8. Thâm Quyến – Shenzhen (Quảng Đông)
9. Thanh Đảo Hải Ngưu – Qingdao Hainiu (Sơn Đông)
10. Thành Đô Dung Thành – Chengdu Rongcheng (Tứ Xuyên)
11. Thiên Tân Tân Môn Hổ – Tianjin Jinmen Tiger (Thiên Tân)
12. Thương Châu Hùng Sư – Cangzhou Mighty Lions (Hà Bắc)
13. Thượng Hải Hải Cảng – Shanghai Port (Thượng Hải)
14. Thượng Hải Thân Hoa – Shanghai Shenhua (Thượng Hải)
15. Trường Xuân Á Thái – Changchun Yatai (Cát Lâm)
16. Vũ Hán Tam Trấn – Wuhan Three Towns (Hồ Bắc)

### Hạng Nhất Trung Quốc
1. Diên Biên Long Đỉnh – Yanbian Longding (Cát Lâm)
2. Đan Đông Đằng Dược – Dandong Tengyue (Liêu Ninh)
3. Đông Quản Quản Liên – Dongguan United (Quảng Đông)
4. Giang Tây Lư Sơn – Jiangxi Lushan (Giang Tây)
5. Hắc Long Giang Băng Thành – Heilongjiang Ice City (Hắc Long Giang)
6. Liêu Ninh Thẩm Dương Thành Thị – Liaoning Shenyang Urban (Liêu Ninh)
7. Nam Kinh Thành Thị – Nanjing City (Giang Tô)
8. Quảng Châu – Guangzhou (Quảng Đông)
9. Quảng Tây Bình Quả Hà Liệu – Guangxi Pingguo Haliao (Quảng Tây)
10. Tế Nam Hưng Châu – Jinan Xingzhou (Sơn Đông)
11. Thanh Đảo Tây Hải Ngạn – Qingdao West Coast (Sơn Đông)
12. Thạch Gia Trang Công Phu – Shijiazhuang Gongfu (Hà Bắc)
13. Thượng Hải Gia Định Hội Long – Shanghai Jiading Huilong (Thượng Hải)
14. Tô Châu Đông Ngô – Suzhou Dongwu (Giang Tô)
15. Tứ Xuyên Cửu Ngưu – Sichuan Jiuniu (Tứ Xuyên)
16. Vô Tích Ngô Câu – Wuxi Wugo (Giang Tô)

### Hạng Nhì Trung Quốc
Danh sách này không đầy đủ, bạn cũng có thể giúp mở rộng danh sách.

### Nghiệp dư Trung Quốc
Danh sách này không đầy đủ, bạn cũng có thể giúp mở rộng danh sách.

### Đại học Trung Quốc
- Đại học Đồng Tế (Thượng Hải)

### Khác
Danh sách này không đầy đủ, bạn cũng có thể giúp mở rộng danh sách.

## Quá khứ
Danh sách này không đầy đủ, bạn cũng có thể giúp mở rộng danh sách.